# U Fleků
U Fleků je pivnica koja se nalazi u Pragu u Češkoj na adresi Křemencova 11. Osnovana je 1499. godine. U toj pivnici je nekolicina hrvatskih studenata, nakon utakmice Sparta – Slavia 1911. godine, donijela odluku o osnivanju nogometnog kluba Hajduk u svom rodnom gradu Splitu. 